# Белотинци (дем Неврокоп)
 Тази статия е за селото в Драмско, Гърция.  За селото в България вижте Белотинци.  
Белотѝнци (изписване до 1945 година: Бѣлотинци; на гръцки: Λευκόγεια, Левкогия, до 1927 година Μπελοτίντσα, Белотинца) е село в Република Гърция, дем Неврокоп, област Източна Македония и Тракия.

## География
Селото е разположено на 600 m надморска височина, на 8 km северно от демовия център Зърнево (Като Неврокопи), близо до границата с България в Белотинската котловина между Стъргач и Бесленския рид. Селото е на река Пикла (Милоревма), край изкуственото Белотинско езеро (Лимни Левкогион).

## История

### Етимология
Според Йордан Н. Иванов Белотинци е жителско име от изчезналото лично име *Белотин, което е производно на Белота, тоест село на Белота. Гръцката форма Белотинца е вариант на турската – Белотинча. Жителското име има три варианта: белотѝнченин, белотѝнченка, белотѝнчене; бельтѝнченин, бельтѝнченка, бельтѝнчене; белотѝнцалия, белотѝнцалика, белотѝнцалии.

### В Османската империя
Сведения за селото има запазени още от Средновековието. В османски регистри от XIV век селото е споменато като зиамет на Махмуд бей Рекяни. В списъка на населените места с регистрирани имена на главите на домакинствата през втората половина на XV и началото на XVI век в село Белотинци са регистрирани 129 лица. Според османски списък на селищата и немюсюлманските семейства в тях, предвид облагането им с джизие от 16 септември 1636 година, броят на немюсюлманските семейства в Белотинци е 36. Според други два документа от 13 март и 22 май 1660 година, в селото живеят 40 немюсюлмански семейства.
През XIX век Белотинци е голямо село, числящо се към Неврокопската кааза на сярския санджак на Османската империя. Жителите му подобно на тези в повечето села в Мървашко се занимават с рудодобив, за което свидетелстват топоними като Пехците, Самоков, Мадема и други.
В 1840 година в селото е построено училище с преподаване на гръцки език. До 1870 година то има килиен характер. От учебната 1871/1872 година учителят Дамян Попов от Пазарджик въвежда обучението на български език. След него до 1876 година учителства Кочо Мавродиев от село Гайтаниново. Под негово ръководство местните гъркомани се обединяват с българското мнозинство и постигат пълно единодействие.
В „Етнография на вилаетите Адрианопол, Монастир и Салоника“, издадена в Константинопол в 1878 година и отразяваща статистиката на населението от 1873 година, Биелотинци (Biélotintsi) е посочено като село с 294 домакинства със 70 жители мюсюлмани и 900 българи. В 1889 година Стефан Веркович (Топографическо-этнографическій очеркъ Македоніи) отбелязва Белотинцы като село с 264 български и 29 турски къщи и втори път като село с 300 семейства българи.
В 1891 година Георги Стрезов пише за селото:
| „ | Белотинци, разположено е на Шилка, клон на Боздаг, при Тартанската река, приток на Панега. Къщите му са на равно място, а околността е плодородно поле; растат всичките житни растения. Има една стара и една нова църква, в която се чете по български. Българско училище с 45 ученика. 300 къщи само българе. | “ |

Съгласно статистиката на Васил Кънчов („Македония. Етнография и статистика“) към 1900 година населението на селото брои общо 1920 души, от които 1800 българи-християни и 120 турци.
В началото на XX век цялото население на селото е под върховенството на Българската екзархия. По данни на секретаря на екзархията Димитър Мишев („La Macédoine et sa Population Chrétienne“) в 1905 година в Белотинци има 1600 българи екзархисти, 30 власи и 30 цигани и функционира българско начално училище с 1 учител и 84 ученици.
В рапорт до Иларион Неврокопски от 1909 година пише за Белотинци:
| „ | С. Белотинци... Белотинци има 270 къщи български с 1170 души население. Занимава се със земеделие и скотовъдство Мнозина се занимават и с овчарлък или отиват на работа в България или покрай Бяло море. Черковно-училищната община е добре водена и добива добър доход. | “ |

### В Гърция
При избухването на Балканската война в 1912 година четиридесет души от Белотинци са доброволци в Македоно-одринското опълчение. През войната Белотинци е освободено от части на българската армия, но след Междусъюзническата война в 1913 година попада в Гърция. Част от населението му бяга в България. В 1913 година има 1361 жители, а в 1920 година - 1183 или 1173.
По време на българското управление в селото през Първата световна война селото е обслужвано от свещеника от Ляски.
Според сведения на Йордан Н. Иванов към 1918 година в Белотинци живеят 2600 българи (450 къщи) и в селото има само 4 влашки къщи. Турците обитават отделната махала Махаледжик на 1 километър западно от селото.
След Търлиския инцидент от 1924 година, в 1925 година цялото или почти цялото му население - 1106 души, се преселва в България – в Неврокопско, Сливен и района и Плевенско. В селото са заселени понтийски гърци бежанци от Турция - 246 бежански семейства и 878 или 991 души бежанци.
През 1927 година Белотинци е прекръстено на Левкогия, в превод Бяла земя.
Населението произвежда картофи, тютюн и други земеделски култури, като се занимава и със скотовъдство, поради обширните пасища.
| Име        | Име          | Ново име  | Ново име  | Описание                                       |
| ---------- | ------------ | --------- | --------- | ---------------------------------------------- |
| Атем кехая | Ατὲμ Κεχαγιὰ | Ликос     | Λύκος     |                                                |
| Бутем      | Μποῦτεμ      | Калогерос | Καλόγερος |                                                |
| Картал     | Καρτάλ       | Аетос     | Αετός     | връх (854 m) С от Белотинци                    |
| Чиплак     | Τσιπλάκ      | Гимни     | Γυμνὴ     | връх (908 m) СИ от Белотинци                   |
| Гафияк     | Γαφειάκ      | Цакали    | Τσακάλι   | местност С от Белотинци на българската граница |
| Имамка     | Ἰμάμκα       | Агиорема  | ῾Αγιόρεμα | река                                           |

| Година    | 1913 | 1920 | 1928 | 1940 | 1951 | 1961 | 1971 | 1981 | 1991 | 2001 | 2011 | 2021 |
| --------- | ---- | ---- | ---- | ---- | ---- | ---- | ---- | ---- | ---- | ---- | ---- | ---- |
| Население | 1361 | 1173 | 1212 | 1584 | 1057 | 1278 | 745  | 605  | 611  | 573  | 465  | 321  |

## Личности
Родени в Белотинци
- Ангел Бараков (Ангел войвода), български хайдуин и революционер
- Атанас Илиев (1850 – 1915), български революционер, опълченец[27]
- Атанас Христов, български опълченец, ІI опълченска дружина, умрял преди 1918 г.[28]
- Ангел Папалезов (1904 – ?), български политик, деец на ВМРО (обединена) и БКП
- Васил Манолев, български революционер
- Георги Папалезов (1883 – 1925), български революционер, комунист
- Илия Костадинов Янкин (1919 – 1944), български комунистически деец, член на РМС[29]
- Тодор Богатинов (1851 – 1918), български революционер, опълченец
- Тодор Паласкаря (1815 – 1898), български революционер, хайдушки войвода
- Филип, деец на ВМОРО, в 1904 селски войвода на белотинската чета[30]

Македоно-одрински опълченци от Белотинци
- Георги Ангелов, 3 рота на 15 щипска дружина[31]
- Костадин Ангелов, 17-годишен, зидар, основно образование, 2 рота на 10 прилепска дружина, ранен на 6 ноември 1912 година, носител на кръст „За храброст“ IV степен[32]
- Ив. А. Байнов, 15 щипска дружина[33]